# Pierre Grataloup
Pour les articles homonymes, voir Grataloup.
Pierre Grataloup dit « Petit Monsieur » ou « P'tit Monsu », né le 26 juin 1774 à Saint-Martin-en-Haut dans le Rhône et mort le 15 juin 1800 à Lyon, est un brigand français, chef de la bande de « Chauffeurs du Lyonnais ».

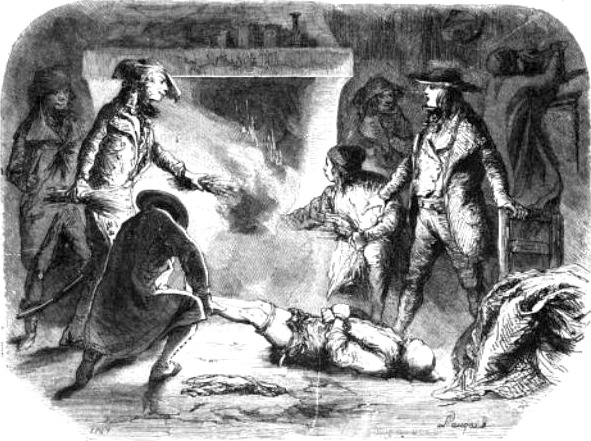
Les chauffeurs « au travail ».

## Biographie
Homme à l’esprit vif, intelligent, ayant la parole facile, Pierre Grataloup est de petite corpulence, d’où son surnom de Petit Monsieur. Il admire Mandrin, le célèbre contrebandier, mort à peine 20 ans avant sa naissance.
Meneur d'hommes, il devient rapidement le chef d’une bande qui  va sévir dans les monts du Lyonnais, au temps où on appelait la région « la petite Vendée », ce, en lien avec les Royalistes  et tout ce que la République avait d’opposants . Cette association de malfaiteurs comprend une vingtaine de jeunes hommes, réfractaires à l’armée ou déserteurs, ayant pris le maquis dans les bois environnants.
Pierre Grataloup est un personnage mythique et redouté, d'autant plus insaisissable que personne n'a fait le lien entre l'honorable Grataloup et le terrible chef de bande. Il organise de véritables conseils de guerre dans les ruines du donjon du vieux château de Rochefort, leur repaire.
À leurs débuts, ils attaquent sous différents prétextes : vengeances familiales, règlements de compte, défense de la religion catholique, nostalgie des royalistes, les voyageurs qui se rendent à Lyon à pied en passant par le Forez, puis  attaquent les diligences à Duerne.
Enfin, ce sont des agressions aux chauffes de pieds dans les fermes de la contrée pour extorquer aux propriétaires nourriture, vins, argent et autres objets de valeur.  Certaines tournent même à l’assassinat
Cette bande de malfrats est arrêtée lors de l’attaque de la ferme des Servannières vers 1800. Petit Monsieur est arrêté et guillotiné après un rapide procès, le 23 prairial an 8 (15 juin 1800) sur la place des Terreaux, à Lyon.
Un doute subsiste sur l’identité exacte du supplicié des Terreaux et une zone d’ombre plane sur cette affaire, la religion, les notables et même les petits paysans étant impliqués. Il semblerait qu’un bouc émissaire, Guillaume Toussaint Grataloux, ait payé ainsi pour ce que de nombreuses personnes avaient sur la conscience...